# حوسبة علمية

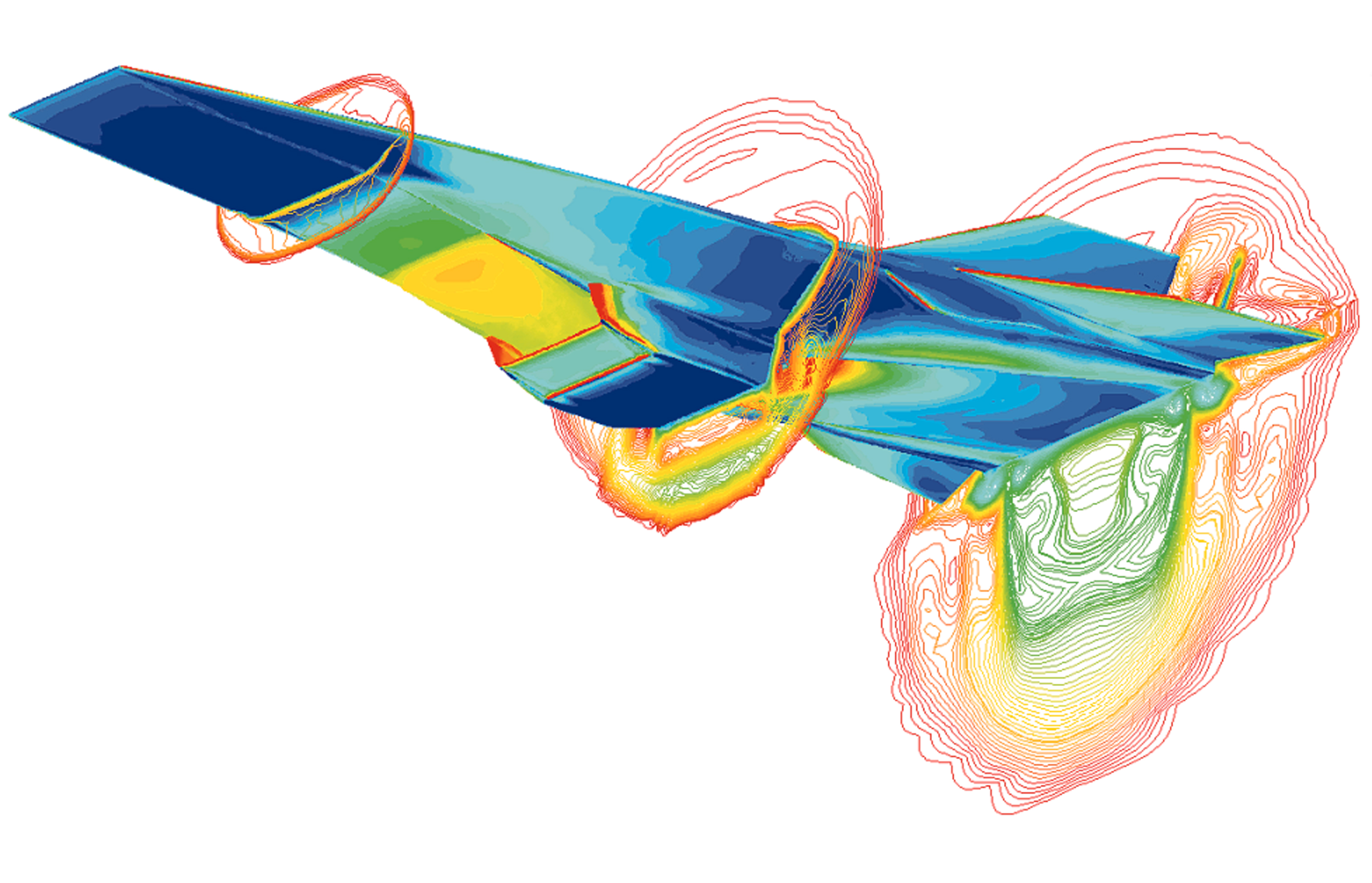
محاكاة للمركبة ناسا إكس-43 عند سرعة ماخ-7

الحوسبة العلمية (بالإنجليزية: Scientific computing)‏ أو (بالإنجليزية: Computational science)‏ هي الحقل الذي يدرس تشكيل نماذج رياضية وتقنيات حل عددي باستخدام الحواسيب لتحليل وحل المسائل المعقدة العلمية والهندسية. عمليا، هي عبارة عن تطبيق المحاكاة الحاسوبية وأشكال أخرى من التحسيب (بالإنجليزية: computation)‏ على مسائل تنتمي لتخصصات علمية مختلفة.

## فروع مرتبطة
- معلوماتية حيوية Bioinformatics
- معلوماتية كيميائية Cheminformatics
- كيمياء حاسوبية Computational chemistry
- بيولوجيا حاسوبية Computational biology
- فيزياء حاسوبية Computational physics
- ديناميكا موائع حسابية Computational fluid dynamics
- محاكاة بيئية Environmental simulations
- نمذجة مالية Financial modelling
- نظام المعلومات الجغرافي Geographic Information System
- تعلم الآلة Machine learning
- تنبؤ الطقس العددي Numerical weather prediction
- تمييز الأنماط Pattern recognition